# Kostel Prozřetelnosti Boží (Javoří)
Kostel Prozřetelnosti Boží v Javoří (pol. Kościół Opatrzności Bożej w Jaworzu) je římskokatolický klasicistní kostel, nacházející se v obci Javoří v okrese Bílsko-Bělá na Těšínsku.
Kostel byl vystavěn na místě staršího dřevěného kostela asi z 15. století. Náklady na stavbu pokryl majitel vsi hrabě Arnold Saint-Genois d'Anneaucourt. Kostel byl přestavěn v letech 1886 a 1933–1934, kdy byl přistavěn transept s kupolí.